# Euboia (mytologi)
Euboia (grek. Ενβοια) är namnet på flera kvinnor i grekisk mytologi.
- En av dem var en najadnymf som bodde i floden Asterion i Argos (södra Grekland). Hon var dotter till flodguden Asterion och var en av de tre asterioniderna.